# 范咸 (清朝)
范咸（？—？），字九池，又字貞吉，浙江杭州府仁和县（今杭州市区）人，清朝官員。

## 生平
雍正元年（1723年）中癸卯科進士，乾隆十年（1745年）任巡視台灣監察御史，並再重修編訂臺灣府志。該志逾一年成書稱《重修臺灣府志》，乾隆十二年（1747年）刊行（通稱《范志》）。
1747年，福建巡撫上奏朝廷1739年－1747年間同巡視臺灣戶科給事中六十七，在其歷任巡臺御史除了養廉銀之外，強索各縣輪值供應。而巡臺出巡南北兩路，所有夫車等項均強加各縣措辦。又復濫准差拘，多留胥役，滋擾地方等語。因此，他以「積習相沿，因循滋弊」罪名被革職查辦。